# حالا چه‌طور زندگی می‌کنم (فیلم)
حالا چه‌طور زندگی می‌کنم (به انگلیسی: How I Live Now) فیلمی محصول سال ۲۰۱۳ و به کارگردانی کوین مک‌دانلد است. در این فیلم بازیگرانی همچون سرشه رونان، جرج مکای، تام هالند، هارلی برد، آنا چنسلر و کوری جانسون ایفای نقش کرده‌اند.